# Ульпія Августа Траяна

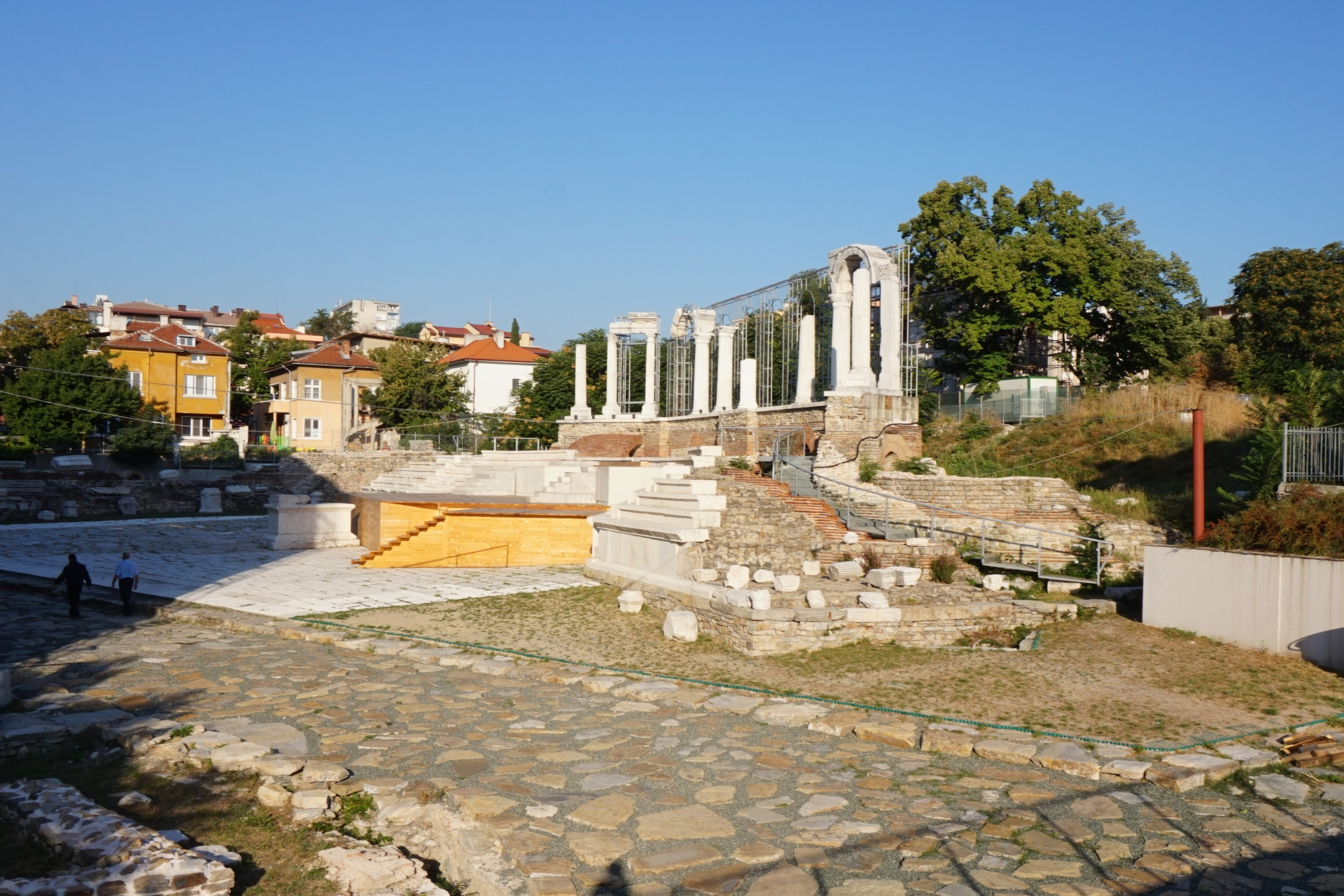
Форум міста Ульпії Августи Траяни

Ульпія Августа Траяна (Ulpia Augustae Traiana) — античне місто в римській провінції Фракія. Сьогодні розташовано в межах міста Стара Загора (Болгарія). Натепер є частиною археологічного парку «Августа Траяна—Верея».

## Історія
В давнину на цьому місці розташовувалося давнє фракійське поселення, що насивався Бероя. Місто було засновано близько 107 року імператором Траяном, названо на його честь. Отримав статус римської колонії. Деякі з останніх досліджень припускають, що його міг заснувати наступник Траяна — імператор Адріан. Проте останній напевне сприяв розбудові міста.
Найвищого розвитку Ульпія Августа Траяна досягло за часів імператора Марка Аврелія, ставши другим за значенням містом Фракії після Філіппополя. Зберігало вагу економічного центру в часи династі Севера. Його відвідало декілька римських імператорів, зокрема Луцій Септимій Север, Каракалла, Діоклетіан, що свідчить про його значущість.
Зі 161 року місто карбувала власні монети (станом на 2016 рік знайдено 874 монети). Карбування тривало до кінця III ст. Відомо, що містяни мали торговельні зв'язки з віддаленими областями та містами, такими як Спарта, Аквінк в Паннонії та провінцією Сирія. Торгівля здійснювалася бронзовими виробами, ювелірними прикрасами, мармуровими статуями, гончарними і скляними виробами. Водночас мінеральні джерела та лазні залучали до міста відпочивальників та місцеву знать, що селилася в Ульпії Августі Траяні. Піднесення міста тривала до кінця правління імператора Галлієна.
В середині IV ст. Ульпія Августа Траяна стала одним з головних центрів християнства на Балканах. В цей час став знову називатися фракійським іменем Бероя. Значна частина міста була зруйнована внаслідок вторгнень готів наприкінці IV ст., гунів в V ст., пізніше — аварів, слов'ян і булгар.
В часи утворення Першого Болгарського царства місто в значні мірі занепало. За правління хана Тервела у 717 році Бероя увійшло до складу Болгарського царства і був названий Боруй. Місто незмінно був центром протистояння Болгарії та візантійської імперії. 784 року Візантія відвоювала місто, що стала називатися Іринополь. У 812 році болагри знову відвоювали місто. У X стю повернулося до візантійської імперії в результаті походів імператора Василія II.Тоді отримало назву Верея. У 1180-х роках Друге Болгарське царство знову повернула його собі. В цей час поступово центр переходить до сучасної Старої Загори, яке утвердилося як місто в часи османського панування.

## Опис
В часи розквіту обімала площу у 50 га. Загалом площу перетинали прямі вулиці, на кшталт квадрату. Скрізь місто проходила центральна вулиця, що з'єднувала аристократичний район з форумом. Від бруківці цієї вулиці, що проходила зі сходу на захід, збереглися великі кам'яні плити. Поруч з ними археологічна експедиція виявила античне скло і безліч бронзових монет.
Виявлено 40 веж, існувала система водопостачання, каналізація, театр, храми римських божеств, ринки, одеон, мінеральні лазні. Ареологи виявлені численні громадські та житлові будівлі. В численних майстернях виготовлялися предмети розкошів, статуї, мідні та залізні вироби.
У 2011 році знайдено мозаїку, названу «Процесія Діоніса» (відома також як «Силен з вакханками»), на якій зображено Силена, наставник і супутника Діоніса, який очолює двох танцюючих вакханок. Вона була відреставрована за рахунок Американського дослідницького центру в Софії і фонду «Америка для Болгарії», неурядових організацій. Згодом виставлена в залі античності в Історичному музеї області Стара-Загора.
У 2016 році виявлено іншу підлогову мозаїку площею 60 м², яка складена з кольорових камінців . Вона прикрашала підлогу головного залу в багатому домі місцевих аристократів римського часу. На мозаїці було зображено язичницьке божество, проте з прийняттям християнства зображення було стерто. Спочатку зображене божество поки не ідентифіковано.